# Los tres mosqueteros (película de 1942)
Los tres mosqueteros es una película de comedia, aventura y fantasía mexicana de 1942, dirigida por Miguel M. Delgado y protagonizada por Mario Moreno "Cantinflas", Janet Alcoriza, Consuelo Frank, Pituka de Foronda, Andrés Soler y Ángel Garasa. Esta película está basada en la novela homónima de Alejandro Dumas padre.

## Argumento
Cantinflas conoce a Reyna, una bella estrella de cine. En un cabaret de los bajos fondos, y luego de flirtear bastante con ella, Cantinflas logra recuperar un collar robado a la famosa actriz. Ella, en agradecimento le invita a que visite los estudios donde trabaja. Allí, Cantinflas por accidente recibe un golpe en la cabeza que le hará perder el sentido y entonces empieza a soñar que él es D'Artagnan y sus amigos son Los tres mosqueteros de Alejandro Dumas. Al final D' Artagnan lucha por el amor de la Reina Ana de Austria.

## Reparto
- Mario Moreno como Cantinflas / D'Artagnan.
- Ángel Garasa como Ricardo / Cardenal Richelieu.
- Janet Alcoriza como Mimí / Milady (como Raquel Rojas).
- Consuelo Frank como Reyna / Ana de Austria.
- Pituka de Foronda como Constancia / Sra. Bonacieux
- Andrés Soler como Athos.
- Julio Villarreal como rey Luis XIII.
- Jorge Reyes como Julio / Duque de Buckingham.
- Estanislao Schillinsky como Aramis.
- José Elías Moreno como Portos.
- Rafael Icardo como Comisario / Sr. de Treville
- Antonio Bravo como Rocha / Rochefort.
- María Calvo como Estefania, doncella.
- Salvador Quiroz como Tabernero.
- Alfonso Bedoya como Gorila en cabaret.
- José Arratia como Antonio Bonacieux (no acreditado).
- Alfonso Carti como Policía (no acreditado).
- Roberto Cañedo como Joven en la cola (no acreditado).
- María Claveria como Madre de D'Artagnan (no acreditada).
- Manuel Dondé como Capitán (no acreditado).
- Pedro Elviro como Mesero / Posadero (no acreditado).
- Edmundo Espino como Padre de D'Artagnan (no acreditado).
- Ana María Hernández como Dama de la corte (no acreditada).
- Rubén Márquez como Hombre bailando en cabaret (no acreditado).
- Ignacio Peón como Sirviente del rey (no acreditado).
- Jorge Rachini com John, sirviente del duque (no acreditado).
- Humberto Rodríguez como Sacerdote (no acreditado).

## Producción
Posa Films contrató a un número de estrellas establecidas para apoyar a su actor Cantinflas. A Miguel M. Delgado, quien ya se lo consideraba «director exclusivo de Cantinflas», se le asignó la tarea de dirigir la lujosa y costosa producción. Jaime Salvador, cuyo guion para el anterior vehículo de Cantinflas El gendarme desconocido le dio fama, adaptó la novela de Dumas para la pantalla. Ballet Theatre, un grupo de baile de renombre de la época, fue empleado para realizar el ballet en la escena de la sala del trono.

## Estreno
Los tres mosqueteros fue un éxito financiero. «Rompió todos los récords de taquilla» en México y ganó 123 000 pesos en su primera semana y 248 000 en las siguientes tres semanas.

## Premios
En el Festival Internacional de Cine de Cannes de 1946, Los tres mosqueteros compitió por el Gran Premio del Jurado, que se otorgó a otra película mexicana, María Candelaria (1943).